# Локалитет Врбица
Локалитет Врбица је локалитет у режиму заштите I степена, површине 2,58ha, у јужном делу НП Фрушка гора.
Налази се у ГЈ 3803 Врдник-Моринтово, одељење 50, одсек „х”. Локалитет је као шумски екосистем значајан за гнежђење птица: Црна жуна, Беловрата мухарица и Шумски звиждак (Phylloscopus).